# Zumpahuacán
Zumpahuacán är en kommun i Mexiko.   Den ligger i delstaten Mexiko, i den sydöstra delen av landet, 80 km sydväst om huvudstaden Mexico City. Arean är 202 kvadratkilometer.
Terrängen i Zumpahuacán är huvudsakligen kuperad, men österut är den bergig.
Följande samhällen finns i Zumpahuacán:
- Zumpahuacán
- San Gaspar
- San Pablo Tejalpa
- Guadalupe Tlapizalco
- La Ascensión
- San Antonio Guadalupe
- Colonia Guadalupe Victoria
- San Juan
- Santa Catarina
- Guadalupe Ahuacatlán
- Santa Cruz de los Pilares
- Ahuatzingo
- La Cabecera
- San Miguel Ateopa
- Llano del Copal
- Santa María la Asunción
- Santa Cruz Atempa
- Barrio San Miguel
- El Zapote
- Chiapa San Isidro
- San Pedro Guadalupe
- Santa Ana Despoblado
- Santiaguito